# ألان ستيوارت (أكاديمي)
ألان ستيوارت (بالإنجليزية: Alan Stewart) هو أكاديمي نيوزيلندي، ولد في 8 ديسمبر 1917 في أوكلاند في نيوزيلندا، وتوفي في 1 سبتمبر 2004.